# Епархия Тривенто
Епархия Тривенто (лат. Dioecesis Triventina, итал. Diocesi di Trivento) епархия Римско-католической церкви, в составе митрополии Кампобассо-Бояно, входящей в церковную область Абруццо-Молизе. В настоящее время епархией управляет епископ Доменико Анджело Скотти. Викарный епископ – Антонио Черроне. Почетный епископ — Антонио Сантуччи.
Клир епархии включает 65 священников (61 епархиальных и 4 монашествующих священников), 1 диакона, 4 монахов, 52 монахинь.
Адрес епархии: Piazza Cattedrale 2, 86029 Trivento (CB).

## Территория
В юрисдикцию епархии входят 58 приходов в 42 коммунах Молизе и Абруццо: 20 в провинции Изернии, 13 в провинции Кампобассо и 9 в провинции Кьети.
Все приходы образуют 4 деканата: Аньоне, Каровилли, Фрозолоне и Тривенто.
Кафедра епископа находится в городе Тривенто в церкви Святых Назария, Цельсия и Виктора, являющимися патронами епархии Тривенто. По преданию мощи мучеников Святых Назария и Цельсия были переданы в дар епархии в 392 году Святым Амвросием из Милана, когда он председательствовал на поместном соборе епископов Кампании и Самниума в Капуе, заменяя Святого Павлина из Нолы. В 1726 году епархии были переданы мощи Папы-мученика Святого Виктора, которые были положены вместе уже почитавшимися мощами Святых Назария и Цельсия.
Еще одним патроном епархии Тривенто является Святой Каст, первый епископ Тривенто.

## История
Согласно документам XIV века, епархия была основана Святым Кастом из Ларино по указанию Папы Климента I. Первые письменные свидетельства о местной церкви относятся к X веку, когда она упоминается в буллах Пап Агапита II (947), Иоанна XIII (969), Иоанна XIV (993) и Григория V (998), в которых, между прочим, говорится о древнем происхождении епархии.
.
Первоначально епархия была включена в церковную провинцию Беневенто. В 1161 году Папа Александр III переподчинил епархию напрямую Святому Престолу, что также подтвердили Папы Урбан VI в 1389 году и Сикст IV в 1474 году.
21 августа 1976 года епархия Тривенто вошла в состав митрополии Бояно-Кампобассо (ныне Кампобассо-Бояно).

## Ординарии епархии
| - Святой Касто (290 — 304); - Фердинандо да Милано (390; - Костанцо (487); - Респетто (494); - Лоренцо (495); - Сиракузио (496); - Савино (498); - Пропинкво (501); - Григо (743); - Валериано (768); - Паоло (826); - Крешенцио (853); - Доменико (861 — 887); - Леоне (946 — 947); - Гайдульфо (1001 — 1015); - Альферио (1084 — 1119); - Джованни (1160); - Раоне (1175); - Понцио (1175); - Томмазо (1226 — 1237); - Риккардо (1240); - Никола (1256); - Одорико (1258); - Люка (1258 — 1266) — францисканец; - Паче (1266); - Джакомо (1290 — 1315); - Натимбене (1333 — 1344) — еремит-августинец; - Джордано Курти (1344 — 30.5.1348) — назначен архиепископом Мессины; - Пьетро дель Л'Акуила (30.5.1348 — 1361); - Гульельмо Мария Фаринерио (1356 — 1368) — францисканец-конвентуал; - Франческо Де Руберто (1370 — 1379); - Руджеро Де Каркасильс (1379 — 1387); - Пьетро Ферилло (1387); - Джакомо II (1409); - Джованни (1431 — 1433); - Джакомо Де Тертиис (1452) — бенедиктинец; - Томмазо Карафа (1473); - Бонифачо Тройяно (1498); - Леонардо Корбера (21.11.1498 — 1502); - Томмазо Караччоло(16.3.1502 — 1540) — назначен архиепископом Капуии, затем возвращен на кафедру Тривенто; - Маттео Грифони (15.11.1540 — 9.4.1567); - Джованни Фабрицио Сансеверино (1568); - Джулио Чезаре Мариконда (1582 — 1606) — францисканец; - Пьетро Паоло Бизнетти (29.1.1607 — 1621) — францисканец; - Джироламо Костанцо (9.1.1623 — 1.3.1627) — назначен архиепископом Капуи; | - Мартин де Леон Карденас (13.5.1630 — 7.4.1631) — августинец, назначен епископом Поццуоли; - Карло Скалья (12.5.1631 — 1645); - Джованни Капаччо (16.7.1646 — 1652); - Хуан де Ла Круз (20.1.1653 — 1654) — францисканец; - Джованни Баттиста Ферруччи (14.1.1655 — 1658) — ораторианец; - Винченцо Ланфранки (5.5.1660 — 7.12.1665) — театинец, назначен архиепископом Ачеренцы и Матеры; - Амброджо Пикколомини (5.5.1666 — 27.5.1675) — оливетанец, назначен архиепископом Отранто; - Диего Ибаньес де ла Мадрид и Бустаманте (10.4.1679 — 2.10.1684) назначен епископом Поццуоли; - Антонио Торторелли (13.11.1684 — 10.1.1715) — францисканец; - Альфонсо Мариконда (10.7.1717 — 11.12.1730) — назначен архиепископом Ачеренцы и Матеры; - Фортунато Полюмбо (18.12.1730 — 19.7.1753) — целестинец; - Джузеппе Мария Карафа-Спинола (22.7.1754 — 19.7.1756) — театинец, назначен епископом Милето; - Джузеппе Питокко (19.7.1756 — 30.5.1771); - Джоаккино Пальоне (23.9.1771 — 1790); - Люка Никола Де Лука (26.3.1792 — 7.6.1819); - Бернардино Аволио (8.12.1819 — 18.7.1821) — капуцин; - Джованни Де Симоне (19.4.1822 — 3.7.1826) — назначен епископом Конверсано; - Микеле Арканджело Дель Форно (9.4.1827 — 18.3.1830); - Антонио Перкьячча (27.7.1832 — 26.11.1836); - Бенедетто Теренцио (4.6.1837 — 27.1.1854); - Луиджи Агацио (23.6.1854 — 1.2.1887); - Доменико Темпеста (14.3.1887 — 14.6.1891) — францисканец-реформат, назначен епископом Тройи; - Джулио Ваккаро (4.6.1891 — 6.12.1896) — назначен епископом-коадъютором Трани и Барлетты; - Карло Пьетропаоли (30.3.1897 — 29.4.1913); - Антонио Лега (25.5.1914 — 13.6.1921) — назначен епископом-коадъютором Равенны; - Джеремия Паскуччи (12.9.1922 — 14.5.1926); - Аттилио Адинольфи (27.2.1928 — 5.5.1931) — назначен епископом Ананьи; - Джованни Джорджис (30.9.1931 — 14.7.1937) — назначен епископом Фьезоле; - Эпименио Джаннико (7.9.1937 — 24.6.1957); - Пио Аугусто Кривеллари (7.2.1958 — 3.2.1966) — францисканец; - Акилле Пальмерини (18.3.1972 — 18.3.1975); - Энцио д'Aнтонио (18.3.1975 — 1977); - Антонио Валентини (17.10.1977 — 31.12.1984) — назначен архиепископом Кьети-Васто; - Антонио Сантуччи (8.5.1985 17.10.2005); - Доменико Анджело Скотти (с 17 октября 2005 года — по настоящее время). |  |

## Статистика
На конец 2010 года из 53 450 человек, проживающих на территории епархии, католиками являлись 53 280 человек, что соответствует 99,7% от общего числа населения епархии.
| год  | население | население | население | священники | священники        | священники         | священники                           | постоянные диаконы | монахи  | монахи  | приходы |
| год  | католики  | всего     | %         | всего      | белое духовенство | черное духовенство | число католиков на одного священника | постоянные диаконы | мужчины | женщины | приходы |
| ---- | --------- | --------- | --------- | ---------- | ----------------- | ------------------ | ------------------------------------ | ------------------ | ------- | ------- | ------- |
| 1950 | 98.900    | 99.354    | 99,5      | 85         | 85                |                    | 1.163                                |                    |         |         | 61      |
| 1970 | 83.950    | 84.382    | 99,5      | 86         | 80                | 6                  | 976                                  |                    | 8       | 75      | 62      |
| 1980 | 64.905    | 65.500    | 99,1      | 62         | 59                | 3                  | 1.046                                |                    | 3       | 54      | 60      |
| 1990 | 57.500    | 58.079    | 99,0      | 59         | 55                | 4                  | 974                                  |                    | 5       | 69      | 58      |
| 1999 | 57.060    | 57.230    | 99,7      | 58         | 54                | 4                  | 983                                  |                    | 5       | 68      | 58      |
| 2000 | 56.030    | 57.180    | 98,0      | 57         | 53                | 4                  | 982                                  |                    | 5       | 68      | 58      |
| 2001 | 56.056    | 57.200    | 98,0      | 56         | 52                | 4                  | 1.001                                |                    | 5       | 68      | 58      |
| 2002 | 56.056    | 57.200    | 98,0      | 60         | 55                | 5                  | 934                                  | 2                  | 6       | 65      | 58      |
| 2003 | 57.150    | 57.200    | 99,9      | 72         | 67                | 5                  | 793                                  |                    | 6       | 66      | 58      |
| 2004 | 57.150    | 57.210    | 99,9      | 72         | 68                | 4                  | 793                                  | 1                  | 5       | 65      | 58      |
| 2010 | 53.280    | 53.450    | 99,7      | 65         | 61                | 4                  | 819                                  | 1                  | 4       | 52      | 58      |